# Parque nacional Gros Morne
El Parque Nacional Gros Morne se localiza en la costa oeste de la isla de Terranova, provincia de Terranova y Labrador, Canadá. Fue reconocido como Patrimonio de la Humanidad por la Unesco en 1987. Es el mayor parque nacional de esta parte del país y tiene un área de 1.805 km². Su nombre procede de la segunda montaña más alta de Terranova, cuya altitud es de 800 metros ala redonda